# Willis Rodney Whitney

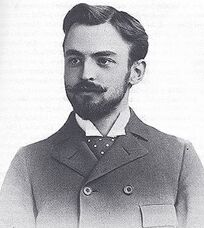
Willis Rodney Whitney (1890)

Willis Rodney Whitney (Jamestown (New York), 22 augustus 1868 – Schenectady, 9 januari 1958) was een Amerikaans scheikundige en oprichter van het onderzoekslaboratorium van General Electric Co.

## Biografie
Whitney was de zoon van meubelmaker John J. en Agnes Reynolds Whitney. In 1890 behaalde hij zijn Bachelor of Science diploma aan het Massachusetts Institute of Technology (MIT), waar hij aansluitend twee jaar werkte als scheikundige assistent. In 1892 vertrok hij naar Duitsland, waar hij onder supervisie van Wilhelm Ostwald in 1896 zijn doctoraat (Ph.D.) behaalde aan de universiteit van Leipzig. Voordat hij terugkeerde naar het MIT, waar hij zich specialiseerde in de elektrochemie, studeerde hij nog zes maanden aan de Sorbonne.

## General Electric
In 1900 ging Whitney naar General Electric (GE) in Schenectady om leiding te geven aan het nieuwe GE Research Laboratorium. Deze faciliteit was er gekomen op aandringen van Charles Proteus Steinmetz, chief consulting engineer van GE, daarbij gesteund door een van de bedrijfsoprichters, Elihu Thomson, en twee andere topleidinggevenden. De oorspronkelijk intentie hiervan was defensief: ervoor zorgen dat General Electric zijn leidende positie in de fabricage behield en verkoop van elektrisch licht (Edison-lamp). Deze kwam steeds meer onder druk te staan door verbeterende ontwikkelingen uit Europa. Daarnaast kreeg Whitney toestemming om een deel van zijn staf in te zetten voor fundamenteel wetenschappelijk onderzoek.
Zijn onderzoekscentrum, dat wetenschap verenigde met industriële toepassingen, verkreeg een wereldwijde reputatie op het gebied van belangrijke industriële uitvindingen en hoge kwaliteit. In 1915 had hij rond de 250 wetenschappelijke personeelsleden binnengehaald, waaronder vele oud MIT-afgestudeerden zoals William David Coolidge en Irving Langmuir. Ze werkten aan vacuüm- en gasgevulde gloeilampen, draadloze telegrafie en röntgentechnologie.
Whitney was gehuwd met Evelyn Reynolds en samen kregen ze een dochter. Als gevolg van de beurskrach van 1929 kwam, door de financiële malaise bij General Electric, ook zijn onderzoekscentrum onder druk te staan. Vanwege gezondheidsredenen legde hij in 1932 noodgedwongen zijn positie neer, waarna Coolidge hem opvolgde als directeur.

## Erkenningen
Whitney was lid van talloze organisaties, waaronder het American Institute of Electrial Engineers (nu IEEE), de American Society of Electrochemical Engineers en de National Academy of Sciences. Hij ontving vele prijzen en onderscheidingen zoals de Willard Gibbs Medal (1920), de Perkin Medal (1921), de Franklin Medal (1931) en in 1934 de (AIEE) IEEE Edison Medal: "Voor zijn bijdragen voor de elektrische wetenschap, zijn baanbrekende uitvindingen en zijn inspirerende leiderschap in onderzoek".